# Alcool 4-méthoxybenzylique
L'alcool 4-méthoxybenzylique ou alcool anisique est un composé organique de formule CH3OC6H4CH2OH. C'est un liquide incolore utilisé comme arôme et parfum. Il est présent naturellement dans certains produits, comme les tomates, l'huile essentielle d'anis, certains miels ou encore la vanille de Tahiti, mais il est surtout produit par réduction de l'anisaldéhyde. Il fait partie des vingt-six composés odorants allergènes dont la déclaration est obligatoire d'après le règlement cosmétique no 1223/2009 de l'Union européenne.